# Thérèse Desqueyroux
Thérèse Desqueyroux és una novel·la de François Mauriac de 1927, autor que va rebre el Premi Nobel de Literatura. Inspirada en un cas real, narra la història de com la protagonista intenta enverinar el seu marit però és absolta per tapar l'escàndol familiar. És una de les obres més conegudes de l'escriptor i el seu èxit va propiciar l'adaptació al cinema i tres seqüeles. Ha estat llistada dins Els 100 llibres del segle de Le Monde.

## Argument
Thérèse Desqueyroux és una dona de províncies que es casa amb el seu veí però no és feliç en un matrimoni que l'asfixia. Intenta fer-se amiga de la seva cunyada, però després aquesta s'enamora d'un jove de classe baixa i la família se l'emporta lluny. Ella intenta mediar en l'afer i queda fascinada pel pretendent, que també marxa de la regió. Llavors, plena de tedi, comença a enverinar de mica en mica el seu verí augmentant la dosi de la medicació que pren. Quan és descoberta i jutjada, la família fa que la declarin innocent per no fer esclatar un escàndol. Aleshores tanquen la dona a càrrec d'uns criats fins que es consumeix tant que decideixen esperar que passi el casament de la petita per deixar-la anar a París.

## Anàlisi
El personatge moralment ambigu de la protagonista analitza constantment què sent i els motius que la impulsen a cometre el crim. Se la mostra com una dona intel·ligent però un pèl cínica, avorrida, pressionada per la família i l'entorn rural reclòs, que no és capaç d'estimar ni el marit ni la seva filla. Veu la mort de l'espòs com l'única sortida a la seva presó social, però tant el seu pare com els sogres tapen l'escàndol i la deixen més depenent del marit.
La novel·la alterna el narrador en tercera persona i el punt de vista de la protagonista. Els nombrosos diàlegs permeten conèixer també les opinions dels diferents parents. Usa la natura de forma simbòlica, els pins són l'única bellesa i escapatòria possible, enfront la societat humana que no té solució.